# Почтовые марки США
Почтовые марки США официально введены в почтовое обращение начиная с 1847 года. Последующие выпуски американских почтовых марок и других знаков почтовой оплаты отражают историческое развитие почтовой связи США и соответствующие изменения на рынке почтовых услуг, включая использование новых технологий в современных условиях.

## Ранняя история марок США
В американских колониях почтовое сообщение стало осуществляться с середины XVII века. В XVIII веке была основана королевская почта, которая действовала под началом почтмейстера. В 1775 году был учрежден пост генерального почтмейстера Соединённых Штатов, а с начала 1840-х годов в практике почтовой службы стали применяться почтовые марки.

### Марки частной почты и провизории
Введение почтовых марок в Великобритании в мае 1840 года вызвало, как и по всему миру, большой интерес в США. Пионером в этом деле стал частный перевозчик Александр (Alexander M. Greig) из города Нью-Йорка. Грейг открыл 1 февраля 1842 года «Городскую курьерскую почту» (City Despatch Post) и выпустил марки с портретом Джорджа Вашингтона, отпечатанные методом глубокой печати.

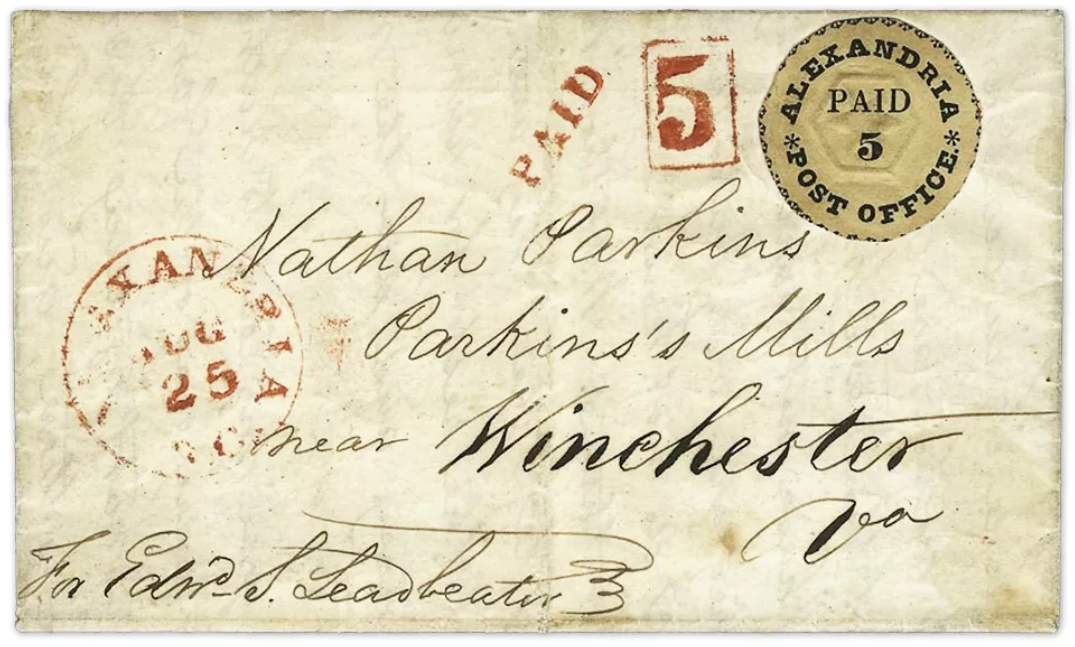
Провизорий Александрии (тип II) на конверте (1846)

До 1847 года Конгресс не разрешал выпуск почтовых марок, поэтому с 1845 года почтмейстеры делали провизории, известные как почтмейстерские выпуски. Среди них были и конверты с предоплаченным почтовым сбором, и марки, в основном примитивного рисунка. Провизорий почтмейстера Нью-Йорка был единственным выпуском, сопоставимым по качеству с более поздними марками. Провизории города Балтимор отличает факсимиле подписи почтмейстера города — Джеймса Бьюкенена (James Buchanan).
Все провизории очень редки, стоимость некоторых из них превышает 200 тысяч долларов США. Так, в 2013 году конверт с провизорием Александрии был продан на аукционе за 460 тысяч долларов.
В приведенной ниже таблице указаны американские города, которые выпускали провизории в 1845—1847 годах:
| Почтмейстерские провизории США (1845—1847) | Почтмейстерские провизории США (1845—1847) | Почтмейстерские провизории США (1845—1847) | Почтмейстерские провизории США (1845—1847) | Почтмейстерские провизории США (1845—1847) | Почтмейстерские провизории США (1845—1847)                                  |
| Изображение                                | № по Скотту                                | Город (штат)                               | Время выпуска                              | Номинал                                    | Описание                                                                    |
| ------------------------------------------ | ------------------------------------------ | ------------------------------------------ | ------------------------------------------ | ------------------------------------------ | --------------------------------------------------------------------------- |
| «Голубая Александрия» (тип I)              | (Sc #1X1, 1X2)                             | Александрия (Виргиния)                     | 1846                                       | 5 центов                                   | надпись «ALEXANDRIA POST OFFICE» («Почтовое отделение Александрии») в круге |
|                                            | (Sc #2XU1)                                 | Аннаполис (Мэриленд)                       | 1846                                       | 5 центов                                   | орёл в круге                                                                |
|                                            | (Sc #3X1—3X4, 3XU1—3XU4)                   | Балтимор (Мэриленд)                        | 1845                                       | 5 центов                                   | подпись Джеймса Бьюкенена                                                   |
|                                            | (Sc #4X1)                                  | Боскауэн (Нью-Гэмпшир)                     | 1845 (?)                                   | 5 центов                                   | надпись «PAID / 5 / CENTS» («Уплачено / 5 / центов»)                        |
|                                            | (Sc #5X1)                                  | Братлборо (Вермонт)                        | 1846                                       | 5 центов                                   | заштрихованный квадрат с инициалами почтмейстера внутри                     |
|                                            | (Sc #6X1)                                  | Локпорт (Нью-Йорк) (Нью-Йорк)              | 5 центов                                   | 1846                                       | надпись «LOCKPORT N.Y.» в овале                                             |
|                                            | (Sc #7X1)                                  | Миллбери (Массачусетс)                     | 5 центов                                   | 1846                                       | гравюра на дереве портрета Джорджа Вашингтона                               |
|                                            | (Sc #8XU1—8XU4)                            | Нью-Хейвен (Коннектикут)                   | 5 центов                                   | 1845                                       | надпись «POST OFFICE» в квадрате, подпись почтмейстера                      |
|                                            | (Sc #9X1—9X3)                              | Нью-Йорк (Нью-Йорк)                        | 5 центов                                   | 1845                                       | надпись «POST OFFICE» над портретом Вашингтона                              |
|                                            | (Sc #10X1, 10X2)                           | Провиденс (Род-Айленд)                     |                                            | 1846                                       | надпись «POST OFFICE / PROV. R.I.» в заштрихованном квадрате                |
|                                            | (Sc #11X1—11X8)                            | Сент-Луис (Миссури)                        | 20 центов                                  | 1846                                       | «сент-луисские медведи» (герб Миссури)                                      |

### Первые марки

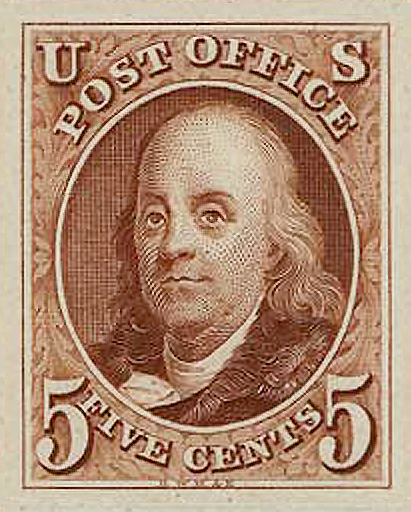
Бенджамин Франклин (марка США, 1847) 1847 года — первая марка США с портретом Франклина(Sc #1)

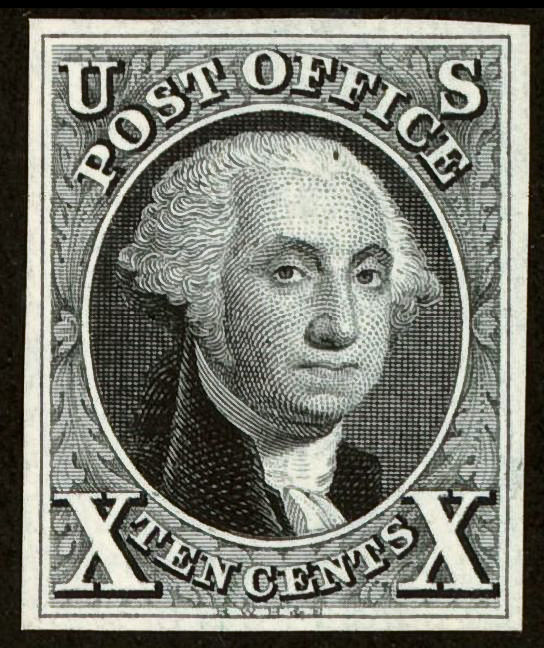
Джордж Вашингтон (марка США, 1847) 1847 года с портретом Вашингтона(Sc #2)

В конце концов Конгресс предусмотрел выпуск марок, приняв соответствующий закон 3 марта 1847 года, и генеральный почтмейстер США тут же предоставил подряд нью-йоркской гравировальной фирме Rawdon, Wright, Hatch, and Edson. Продажа первого выпуска почтовых марок США началась 1 июля 1847 года в городе Нью-Йорке. На следующий день марки поступили в Бостон, а затем и в другие города. Выпуск состоял из выгравированной красно-коричневой марки номиналом в 5 центов, с изображением Бенджамина Франклина — первого почтмейстера США (Sc #1), и марки номиналом в 10 центов чёрного цвета, с изображением Джорджа Вашингтона (Sc #2). Как и все марки США до 1857 года, они были беззубцовыми.
Пятицентовиком оплачивались письма весом менее 1 унции (ок. 30 г), доставляемые на расстояние менее 300 миль (500 км), десятицентовиком — на расстояние более 300 миль либо весом, в два раза превышающим вес письма, оплачиваемого пятицентовой маркой. Каждая марка гравировалась вручную, как считается, на стали, по 200 марок в одном листе. Сегодня часто встречаются пятицентовики с очень плохим качеством оттиска из-за того, что была использована краска, которая содержала частички кварца и способствовала износу стальных Клише печатных форм (пластин), с которых печатались марки. С другой стороны, оттиски на десятицентовиках отличаются чёткостью. Негашёные 5-центовые марки с отличным качеством высоко ценятся коллекционерами.

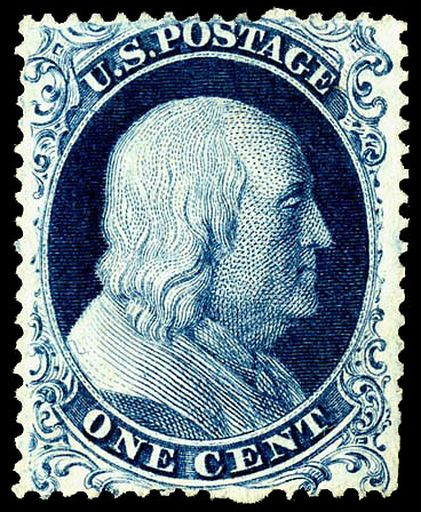
Марка уменьшенного номинала с портретом Франклина (1 цент, 1851, тип II)(Sc #7)

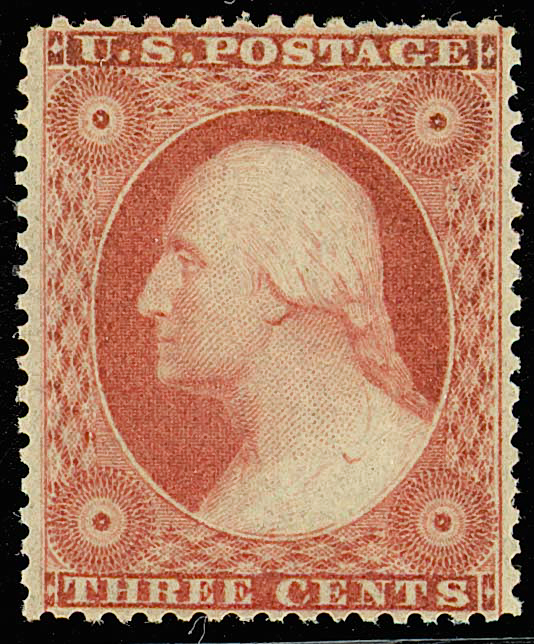
Марка уменьшенного номинала с портретом Вашингтона (3 цента, 1851)(Sc #10)

Марки сразу же стали популярными: было продано около 3,7 млн марок номиналом в 5 центов и около 865 тысяч — номиналом в 10 центов. При этом их уцелело достаточное количество для того, чтобы обеспечить постоянное их предложение филателистам, несмотря на то, что спрос на них такой, что прошедший почту пятицентовик высокого качества, согласно каталогу «Скотт», оценивался в 2006 году в 575 долларов США, а десятицентовик в отличном состоянии мог продаваться по цене 1350 долларов в гашёном виде. Встречающиеся гораздо реже негашёные марки оценивались соответственно в 6,5 и 32,5 тысяч долларов в отличном состоянии; стоимость разновидностей при этом может достигать $17 500 за первую марку в негашёном варианте (Sc #1c) и $35 000 за вторую марку на конверте (Sc #2b). В плохом состоянии марки стоят от 5 до 10 % от указанной цены.
В 2018 году блок из шестнадцати 5-центовых марок 1847 года был продан на аукционе Robert Siegel за $220 000.

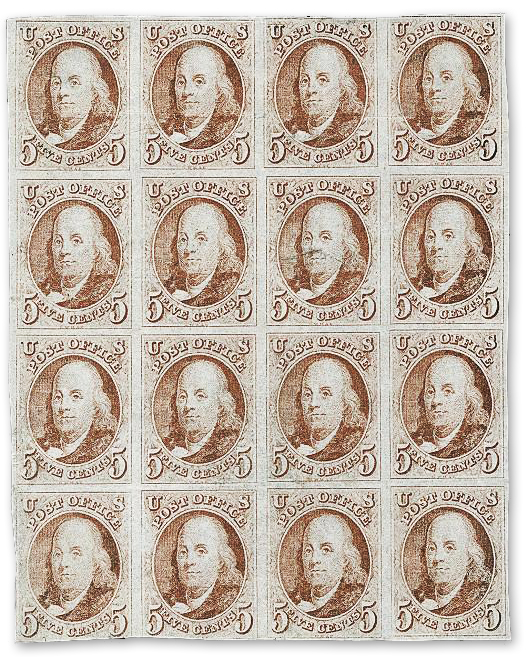
Блок 5-центовых марок 1847 года, продан за $

В связи со снижением тарифов 1851 году встала необходимость новой эмиссии. Марки нового выпуска имели следующие номиналы и дизайны:
- профиль Франклина на синей миниатюре достоинством в 1 цент (Sc #5—9),
- профиль Вашингтона на красно-коричневой марке номиналом в 3 цента (Sc #10, 11),
- портрет Томаса Джефферсона на марке номиналом в 5 центов (Sc #12),
- портреты Вашингтона на миниатюре зелёного цвета номиналом в 10 центов (Sc #13—16),
- то же на марке чёрного цвета достоинством в 12 центов (Sc #17).

Одноцентовик стал легендарным, по крайней мере, среди филателистов, поскольку производственные проблемы привели к появлению значительного числа модификаций клише, и сегодня насчитывается не менее семи основных разновидностей, стоимость которых варьирует от 1,2 тысячи до 200 тысяч долларов США. Зоркие филателисты время от времени обнаруживают всё новые и новые типы этой марки.
В 1857 году была введена зубцовка, а в 1860 году впервые были выпущены номиналы 24 цента, 30 и 90 центов (с новыми изображениями Вашингтона и Франклина).
Штемпельные бандероли появились в Соединённых Штатах также в 1857 году, причём впервые в мире.

## Период Гражданской войны
Начавшаяся Гражданская война в США нарушила функционирование почты. 13 апреля 1861 года (на следующий день после обстрела Форт Самтер) Джон Рейган, главный почтмейстер Конфедеративных Штатов Америки, отдал местным почтмейстерам распоряжение вернуть марки США в Вашингтон (хотя вряд ли многие из них выполнили его), а в мае юнионисты решили отозвать и аннулировать все имеющиеся марки США и выпустить новые. Почтовые отделения конфедератов в течение нескольких месяцев оставались без действительных марок, и несмотря на то, что многие из них вернулись к старой системе оплаты наличными на почте, более сотни почтовых отделений по всему Югу выпустили собственные провизории. Многие из них стали довольно редкими, некоторые типы провизориев сохранились в единичных экземплярах. Со временем правительство конфедератов выпустило собственные почтовые марки.

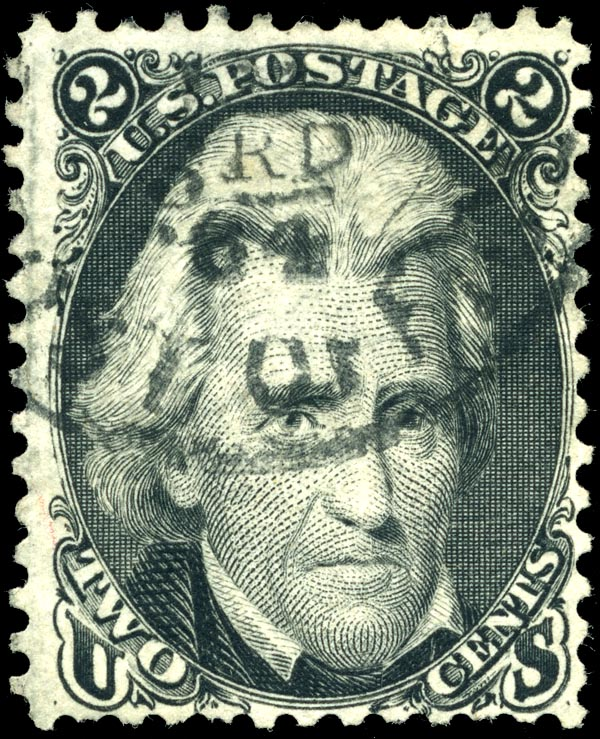
«Чёрный Джек (марка)» 1863 года(Sc #73)

На Севере в августе появились марки новых рисунков, а старые марки принимались на обмен до конца года. Вся эта процедура была совершенно непонятной для людей; известен ряд конвертов 1862 года и более поздних лет с марками 1857 года и пометкой «OLD STAMPS NOT RECOGNIZED» («Старые марки не признаются»).
Общим для рисунка марок 1861 года являются буквы «U S» («США»). Первоначальный выпуск состоял из номиналов 1, 3, 5, 10, 12, 24, 30 и 90 центов (Sc #63—72). Некоторые из них внешне похожи на своих предшественниц, отличаясь в основном изображением рамки.
Марка номиналом в 2 цента чёрного цвета с портретом Эндрю Джексона появилась в 1863 году (Sc #73) и в наши дни известна коллекционерам как «Чёрный Джек». В 1866 году вышла марка достоинством в 15 центов, чёрного цвета, с портретом недавно убитого президента Авраама Линкольна (Sc #77), которая обычно считается принадлежащей к той же серии марок. Хотя официально она не была отнесена к коммеморативным маркам и номинал 15 центов был выбран для целей оплаты вновь введённого тарифа за пересылку заказных писем, многие филателисты считают её первой коммеморативной маркой.
В Гражданскую войну значительно возрос объём пересылаемой на Севере почты: в конечном итоге было напечатано около 1,75 млрд марок номиналом в 3 цента. До наших дней сохранилось большое число таких миниатюр; большинство из них — розового (rose) цвета, и их стоимость в гашёном виде обычно составляет 2—3 доллара (Sc #65). Гораздо реже встречаются и стоят довольно дорого марки ярко-розового (pink) цвета (Sc #64), особенно «розовые, цвета голубиной крови» (pigeon blood pink) (Sc #64a), которые в каталоге «Скотт» оцениваются в $3750 за гашёные экземпляры и по $20 000 — за чистые.

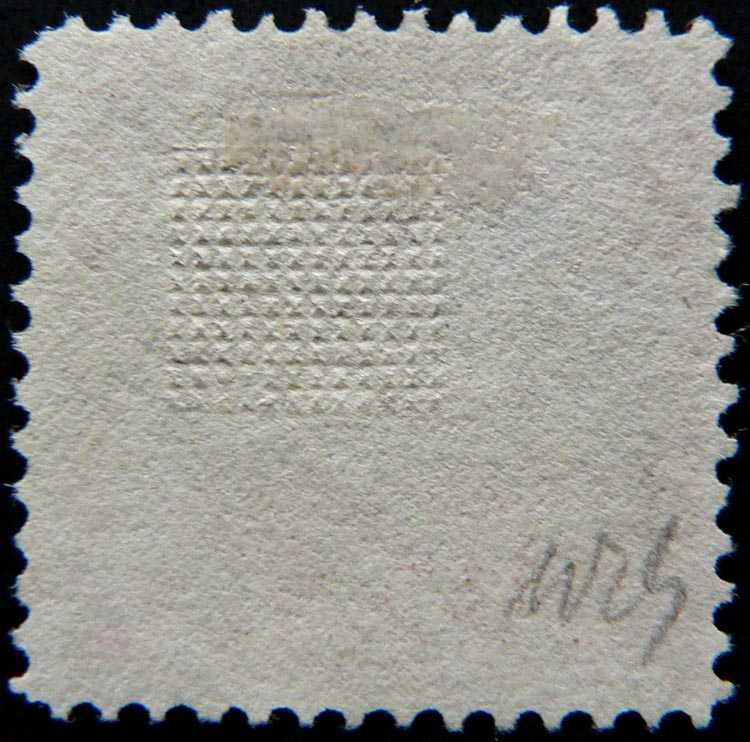
Вафелирование «G» на марке «Святой грааль», 1869(Sc #85A)

## Вафелирование

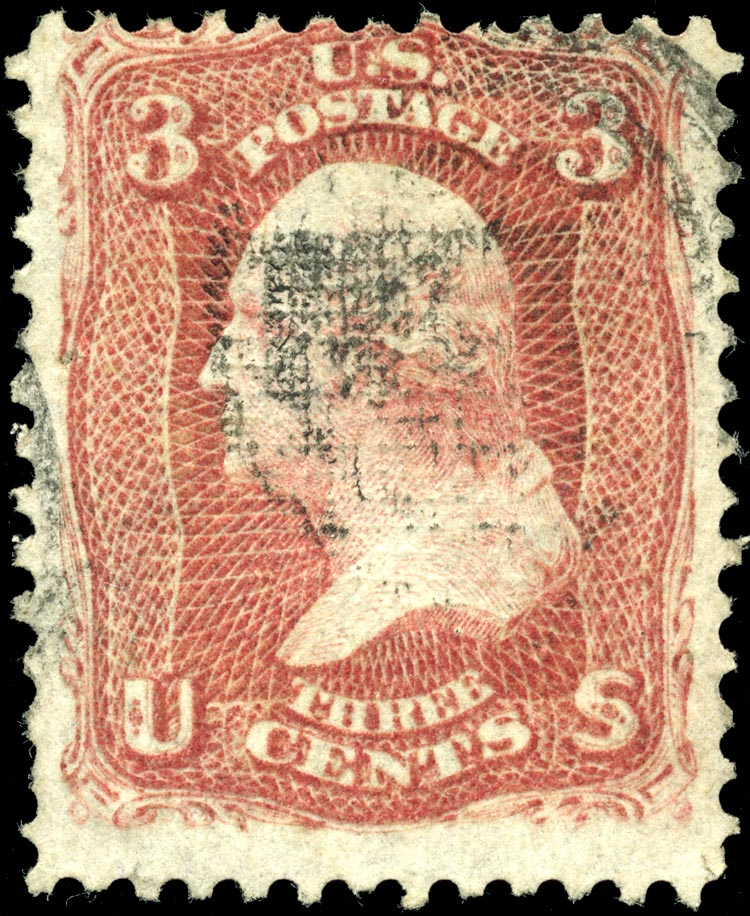
На этом трёхцентовике 1867 года(Sc #94) вафелирование «F» заметно на гашении

В 1860-х годах почтовое ведомство стало беспокоить повторное использование почтовых марок. Хотя есть мало доказательств тому, что это явление было распространённым, во многие почтовые отделения никогда не поступало никаких приспособлений для гашения марок. Из-за этого они вынуждены были импровизировать при проставлении отметок на марках, то надписывая марки перьевой ручкой («гашение пером»), то выстругивая рисунок на пробке, иногда подходя к этому делу очень творчески, с использованием декоративных пробковых штемпелей («fancy cancels»). Однако, поскольку низкокачественную краску можно было смыть с марки, такая методика могла пользоваться только умеренным успехом. В стремлении решить возникшую проблему ряд изобретателей запатентовали различные идеи.
Со временем почтовое ведомство приняло на вооружение метод вафелирования почтовых марок, то есть прессования их с помощью устройства в виде рисунка крошечных выступов пирамидальной формы, которые выдавливают бумагу, делая в ней разрывы, способные более интенсивно впитывать чернила, что практически исключает их смывание. Несмотря на то, что патент сохранился (№ 70.147), большая часть фактического процесса вафелирования была плохо задокументирована, поэтому проводились существенные исследования по воссозданию того, что и когда делалось. Изучение марок показывает, что применялись 11 типов устройств вафелирования, отличающихся по размеру и форме (филателисты обозначили их латинскими буквами A—J и Z); практика эта началась в 1867 году и была прекращена в 1875 году (см. подробнее Вафелированная марка).
Вафелированные марки считаются редкими, большинство из них стоят более $1000, а самой дорогой из всех почтовых марок США является «Святой грааль» («Z Grill») — одноцентовик США с вафелированием типа «Z» (Sc #85A), которых известно только два экземпляра. Стоимость этого раритета американской филателии в настоящее время оценивается в 2 миллиона 970 тысяч долларов, а в каталоге «Скотт» (2006) указана ещё бо́льшая цена — $3 000 000.

## Марки 1869 года

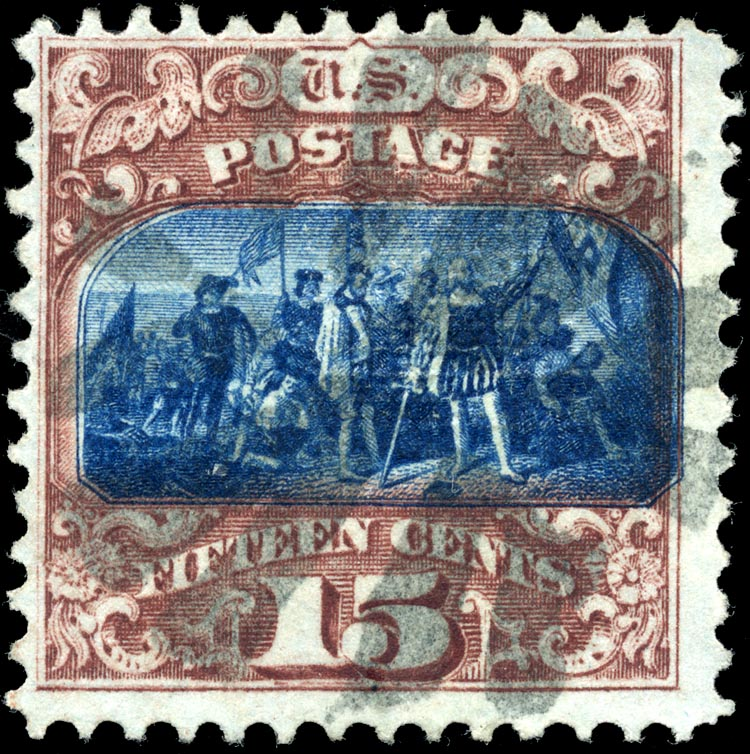
Марка номиналом в 15 центов с изображением высадки Христофора Колумба (1869). Гашение пробковым штемпелем(Sc #118)

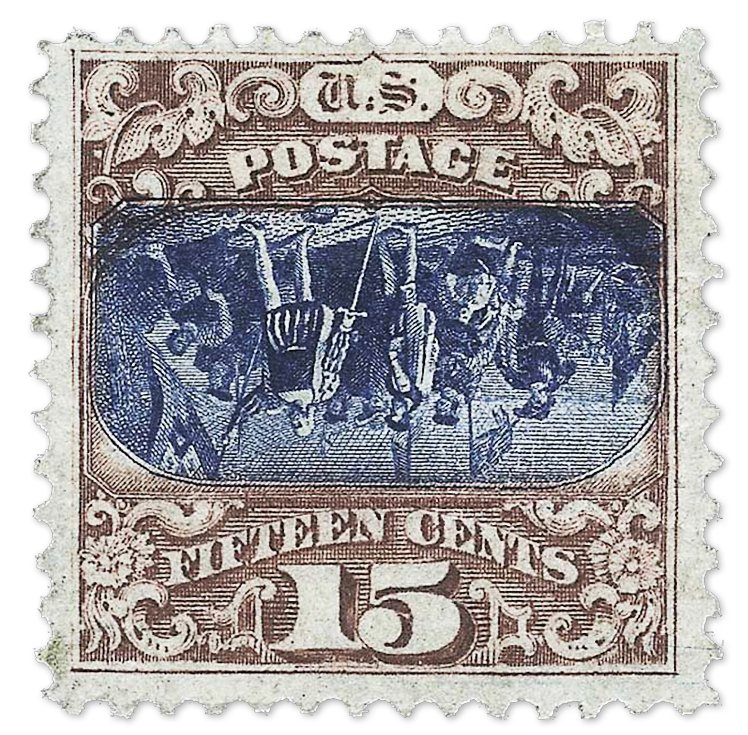
Марка номиналом в 15 центов с перевернутым центром. Продана в 2013 году за $

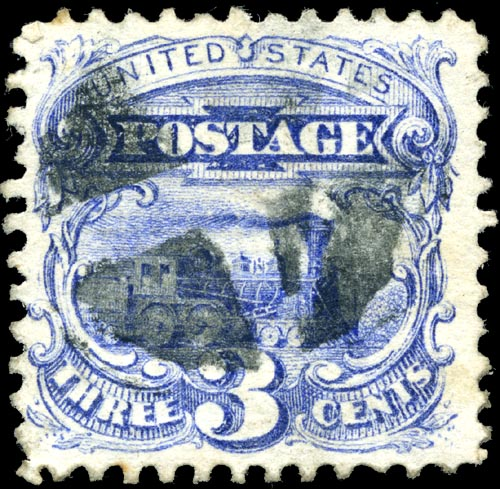
Марка номиналом в 3 цента с изображением паровоза (1869). Гашение пробковым штемпелем(Sc #114)

В 1868 году почтовое ведомство США наняло компанию National Bank Note Company для изготовления новых марок самых разнообразных рисунков, которые известны под названием «Пикториал». Эти марки появились в 1869 году и отличаются разнообразием тематики:
- на двухцентовике (Sc #113) изображён конный курьер «Пони-экспресс»,
- на трёхцентовике (Sc #114) — паровоз,
- на марке номиналом в 12 центов (Sc #117) — пароход «Адриатика»,
- на марке номиналом в 15 центов (Sc #118, 119) — высадка Христофора Колумба,
- на марке номиналом в 24 цента (Sc #120) — подписание Декларации независимости США.

Среди других новшеств — первое использование двухцветной печати на марках США, и как следствие этого — появление первых перевёрток. Хотя они очень популярны у коллекционеров в наши дни, эти марки с необычными для того времени рисунками были встречены общественностью очень неодобрительно, и всего лишь через год их сменил новый выпуск марок.
В феврале 2008 года 24-центовая марка с перевёрнутым центром (Sc #120b) продана на аукционе в США за рекордную сумму в более чем 1,2 миллиона долларов и стала таким образом самой дорогой в истории филателии перевёрткой и единичной маркой США. Другая перевёртка из этого выпуска — 15-центовый перевёрнутый центр (Sc #119b) — на аукционе Siegel Auctions в 2013 году была продана за $800 000.

## «Банкноты»
Марки 1870-х и 1880-х годов обобщённо называются «банкнотами» (Bank Notes) (Sc #134—218), поскольку их печатали компании по выпуску банкнот Continental Bank Note Company, National Bank Note Company, затем American Bank Note Company. После фиаско марок 1869 года новый главный почтмейстер решил положить в основу серии марок «изображения головы, в профиль, выдающихся умерших американцев», взяв в качестве моделей «мраморные бюсты признанного великолепного качества». Среди объектов были как президенты, так и другие знатные люди, такие как Генри Клей (Henry Clay) и Оливер Хазард Перри (Oliver Hazard Perry). Вначале их печатала компания National, затем в 1873 году подряд (и печатные формы, использовавшиеся компанией National) получила компания Continental. Continental добавила тайные метки на печатные формы марок низких номиналов, чтобы отличать их от предыдущих выпусков. American Bank Note Company приобрела компании Continental и National в 1879 году, а вместе с ней и подряд, и печатала марки аналогичных рисунков на более мягкой бумаге и с некоторыми изменениями в цвете.
Тайные метки на почтовых марках США, сделанные компанией Continental Bank Note Company
| Номер по Скотту | Описание тайной метки                                                                                | Примечание                                                           |
| --------------- | --- | -------------------------------------------------------------------- |
| 156             | У «жемчужины» слева от цифры «1» имеется небольшой полумесяц в нижней части.                         |                                                                      |
| 157             | Линии завитка над надписью «U. S.» в верхней части рисунка соединены небольшой диагональной линией.  | Часто эта тайная метка не видна, и марки следует различать по цвету. |
| 158             | Нижняя часть ленты слева внизу от цифры «3» сильно затенена.                                         |                                                                      |
| 159             | Первые четыре вертикальные линии в нижней части ленты слева от цифры «6» темнее.                     |                                                                      |
| 160             | Небольшие полуокружности покрывают концы разрыва в орнаменте в нижнем правом углу.                   |                                                                      |
| 161             | Маленький полумесяц врезается в шар прямо под буквой «E» слова «POSTAGE».                            |                                                                      |
| 162             | Шары в цифре «2» имеют скорее форму полумесяца, чем круга, из-за чего шрифт выглядит более вычурным. |                                                                      |
| 163             | У треугольника в верхнем левом углу есть две линии, которые зачернены, образуя «V».                  | Часто эта тайная метка не видна, и марки следует различать по цвету. |
| 165             | Тайных меток нет, но марки компании «Continental» тёмно-серого цвета, а не чёрного.                  |                                                                      |
| 166             | Отличие заключается только в цвете: розово-карминный вместо чисто карминного (пунцового).            |                                                                      |

В 1876 году в Соединённых Штатах впервые в мире появились юбилейные знаки почтовой оплаты — юбилейные конверты по случаю празднования столетия объявления независимости.

## Выпуск Колумба
В 1893 году в Чикаго состоялась Всемирная Колумбовская выставка, которая была посвящена 400-летию высадки Христофора Колумба в Америке. Почтовое ведомство США отметило это событие «Выпуском Колумба» — серией из 16 марок с изображением Колумба и эпизодов из его жизни (Sc #230—245). Номиналы марок составляли от 1 цента до 5 долларов (значительной суммы по тем временам). Эту серию часто считают первыми коммеморативными марками в мире. Марки были интересными и выглядели привлекательно, изображения на них представляли интерес для коллекционеров и для общественности. Марки пользовались успехом, что резко контрастировало по сравнению с оригинальным выпуском 1869 года: в почтовых отделениях страны выстраивались очереди желающих приобрести их. Они высоко ценятся коллекционерами в настоящее время. К примеру, марка номиналом в 5 долларов продаётся сегодня по цене от 1,5 тыс. до 10 тыс. долларов США или больше, в зависимости от состояния продаваемой марки.

## Эмиссии Бюро гравирования и печати
В течение 1893 года также состоялся конкурс на новый подряд на печать почтовых марок. Бюро гравирования и печати США участвовало в нём и выиграло его с первой попытки. Марки серии, выпущенной в 1894 году, в целом походили на марки 1890 года, но в их верхних углах были изображены треугольники. В 1895 году была выявлена подделка марок номиналом в 2 цента, что навело Бюро гравирования и печати на мысль о печатании марок на бумаге с водяным знаком впервые в истории США. Эта практика была прекращена в 1917 году.

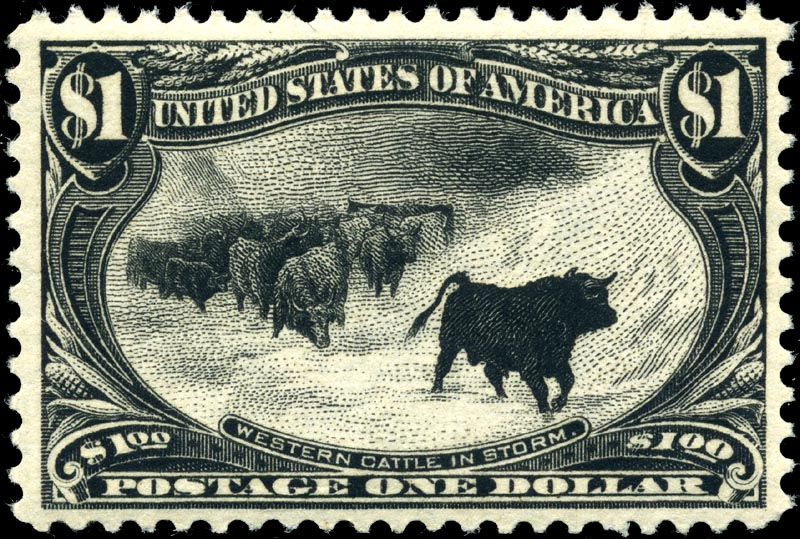
1-долларовый «Чёрный бык» («Скот на западе в бурю») из «Транс-миссисипский выпуск» 1898 года является одной из значительных классических марок

## На рубеже XX века
В 1898 году в Омахе (штат Небраска) открылась Транс-миссисипская выставка. По этому поводу американское почтовое ведомство выпустило серию (Sc #285—293), посвящённую этому событию («Trans-Mississippi Issue»). Первоначально предполагалось выпустить марки в двух цветах, но на нужды Испанско-американской войны ушло слишком много ресурсов Бюро гравирования и печати, поэтому марки были выпущены одноцветными. Они были встречены благоприятно, хотя и не с таким ажиотажем как выпуск Колумба; но подобно выпуску Колумба, в наши дни их высоко ценят коллекционеры, многие из которых считают, что однодолларовая марка «Скот на западе в бурю» — самая красивая из всех почтовых марок США.
Другим высоким достижением в области изображений на марках стала стандартная серия США 1902 года, хотя некоторые филателистические издания выступили в то время с критикой вычурности рисунков марок.

## Серия «Вашингтон—Франклин»

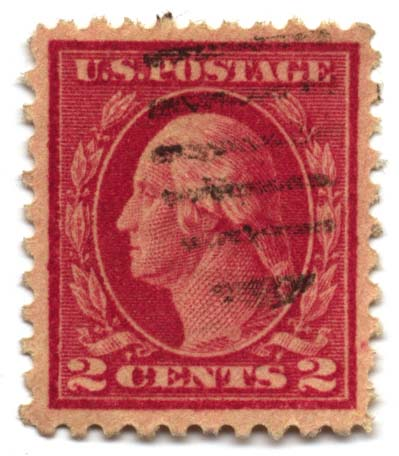
Марка с изображением Вашингтона номиналом в 2 цента 1914 года (зубцовка 10, с водяным знаком «USPS» в одну строку

В 1908 году начался продолжительный выпуск серии марок с портретами Вашингтона и Франклина. Несмотря на существование всего двух базовых рисунков, изображение в профиль портретов Вашингтона и Франклина, почтовое ведомство США прошло период экспериментов. В результате появилось несколько разновидностей рисунка, полдесятка разных зубцовок, три типа водяных знаков, три способа печати, а большое число номиналов, что в совокупности даёт несколько сот распознаваемых типов марок, выявленных коллекционерами. Некоторые из них довольно редки, но большинство встречается в больших количествах: это было время помешательства на почтовых карточках, и почти в каждом антикварном магазинчике в США всегда найдутся открытки с марками зелёного цвета номиналом в 1 или 2 цента из этой серии.
В это время начался регулярный выпуск отдельных коммеморативных марок вместо больших серий, характерных для 1890-х годов, примерно по одной-две марки в год.

## 1920-е и 1930-е годы
Среди почтовых марок США третьего десятилетия XX века преобладала серия 1922—1925 годов (Sc #551—573), которая включала марку с новым рисунком, появившимся впервые в жизни целого поколения. На марках низких номиналов были изображены портреты президентов США (при этом пятицентовик посвящался памяти недавно почившего Теодора Рузвельта), а на марках высоких номиналов — «индейцы США» (Hollow Horn Bear), Статуя Свободы, Золотые Ворота (без моста, который ещё не был построен), Ниагарский водопад, бизон, Мемориал Линкольну и т. п. Пока эти марки находились в обращении, в полиграфии почтовых марок произошёл переход от плоскопечатной машины к ротационной машине, вследствие чего большинство их известны с двумя зубцовками: 11 у марок, отпечатанных с помощью плоской печати, и 11 × 10½ у марок, отпечатанных на ротационной машине.
В 1920-х годах отмечался ряд 150-летних юбилеев, связанных с войной за независимость США. Этим событиям был посвящён ряд марок. Среди них — первый сувенирный малый лист США из 25 марок, выпущенный по поводу 150-летия сражения под Уайт-Плейнс (Sc #630), и первая надпечатка (Sc #646) — «MOLLY / PITCHER» («Молли Питчер») — в честь героини Монмутского боя.
В 1929 году проблема хищения марок на Среднем Западе привела к появлению надпечаток «Kans.» («Канзас») (Sc #658—668) и «Nebr.» («Небраска») (Sc #669—679) на марках стандартного выпуска.

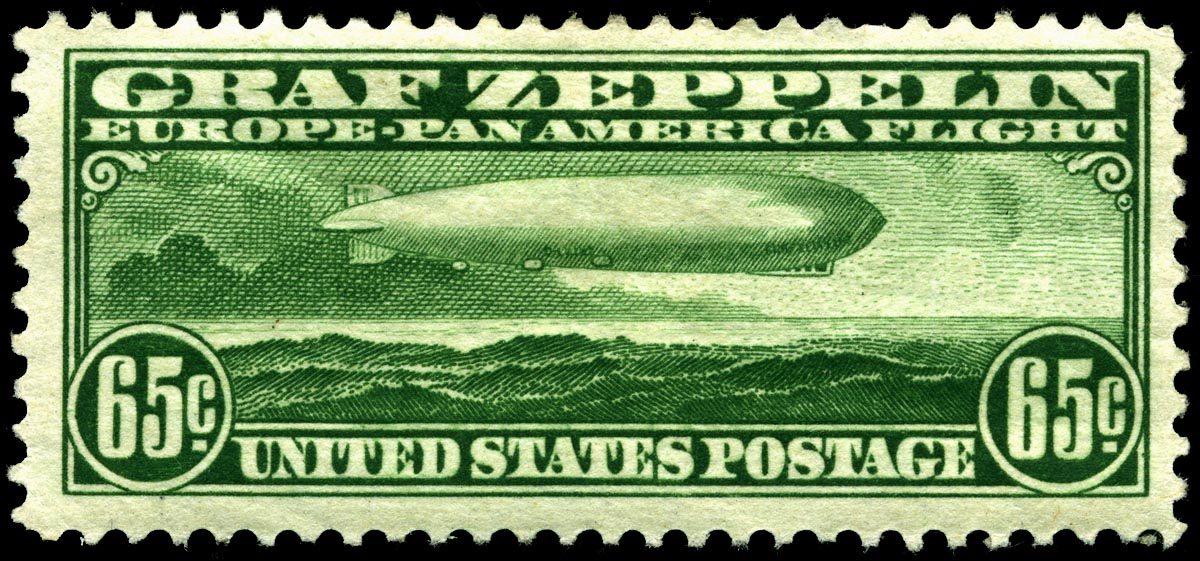
Цеппелины (марки США) номиналом в 65 центов (1930), выпущенная в апреле для панамериканского перелёта в мае-июне дирижабля «Граф Цеппелин»

Немецкие цеппелины вызывали большой интерес в этот период, и в 1930 году почтовое ведомство США выпустило специальные марки дирижабельной почты для использования во время панамериканского перелёта дирижабля «Граф Цеппелин» (Sc #С13—С15).
Хотя эти марки сегодня высоко ценятся коллекционерами как шедевры искусства гравюры, в 1930 году имевший место незадолго до этого биржевой крах означал, что мало кто мог позволить себе приобрести эти марки, так как стоимость комплекта составляла 4,55 доллара — на эти деньги семья из четырёх человек могла прожить неделю. В наше время эта серия также не дешева: цена по специализированному каталогу «Скотт» («Scott-2010 Stamp Values U. S. Specialized») — $11 500 в идеальном состоянии.
Из миллионного тиража каждого номинала было продано менее 10 %, а остальные марки были сожжены (марки были в широкой продаже только с 19 апреля 1930 года до 30 июня 1930 года). По оценкам, до нашего времени сохранилось менее 8 процентов отпечатанных марок, и они остаются самым малым выпуском марок США XX века: было куплено только 229 260 марок, и только 61 296 экземпляров марки номиналом в 2,60 долл. было продано.
Многие рисунки марок 1930-х годов были вдохновлены или изменены в соответствии с советами президента Франклина Рузвельта.

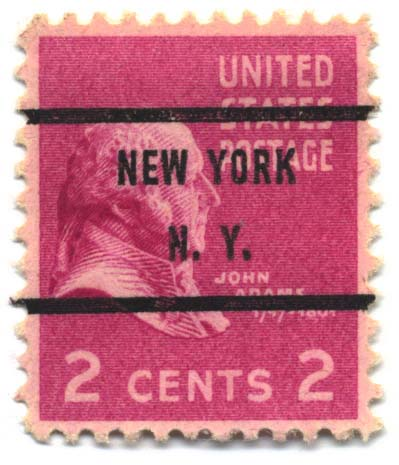
Двухцентовая марка США из Президентского выпуска» (1938) с предварительным гашением

## «Президенты»
Знаменитый «Президентский выпуск» марок, для краткости называемый «Президентами» (Sc #803—834), вышел в 1938 году. В серии были представлены все 29 американских президентов до Кэлвина Кулиджа в виде изображений небольших бюстов в одном цвете вплоть до номинала 50 центов, и многоцветные для номиналов 1, 2 и 5 долларов. На дополнительно выпущенных марках были изображены Франклин (½ цента), Марта Вашингтон (1½ цента) и Белый дом (4½ цента).

## Период после Второй мировой войны
Послевоенная программа выпуска почтовых марок последовательно выполнялась в течение многих лет: постоянно выпускались одиночные коммеморативные марки с номиналом, равным стоимости пересылки письма первого класса. Начиная с 1948 года Конгресс США начал проталкивать выпуск почтовым ведомством марок по предложению отдельных штатов, что привело к относительно массовой эмиссии невразумительных марок, которая оставалась малоуправляемой вплоть до создания в 1957 году Гражданского консультативного комитета по эмиссии почтовых марок (CSAC).
Выпуск «Свобода» 1954 года (Sc #1030—1059A), напечатанный в разгар холодной войны, был несколько более «политизирован» по сравнению с предыдущими выпусками. На марке фиолетового цвета номиналом в 3 цента (Sc #1035) (распространённый тариф для почтовых отправлений первого класса) изображена статуя Свободы и помещена надпись «Уповаем на Бога», что, кстати, является первым случаем прямого упоминания религии на марке США. Сюжеты других марок серии также посвящены тематике свободы, как например, в случае марки в честь Патрика Генри (Sc #1052), хотя другие сюжеты, к примеру, изображение Бенджамина Гаррисона (Sc #1045), объяснить сложнее. Впрочем, возможно, появление марки с портретом Гаррисона в этой серии объясняется поддержкой им прав негритянского населения США.

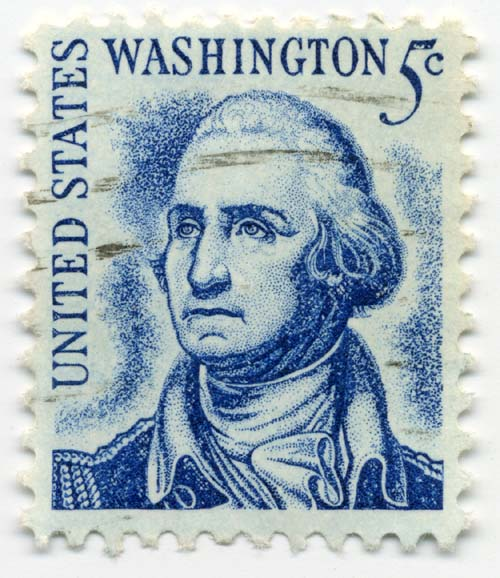
Пятицентовик с изображением Вашингтона из Известные американцы (серия марок США) (1967)

За выпуском «Свобода» в 1960-х годах последовала серия «Известные американцы». Её в свою очередь сменила серия «Американа» в 1970-х годах.
После реорганизации почтового ведомства США и появления в 1971 году Почтовой службой США (USPS) вопросы выпуска коммеморативных марок продолжает решать комитет CSAC.

## Современные марки США
Первой самоклеящейся маркой стала 10-центовая марка рождественского выпуска 1974 года. Этот первый опыт почты США не считается успешным, поскольку сохранившиеся марки, хотя и встречаются часто, постепенно обесцвечиваются из-за применённого вида клеящего материала. Самоклейки после этого не выпускались в США вплоть до 1989 года, но с тех пор постепенно обрели такую популярность, что в 2004 году было выпущено лишь малое количество марок с традиционным клеевым слоем (которые почтовые служащие США теперь любовно называют «manual stamps» («ручными марками»).

В 1975 году рождественские марки США вышли безноминальными, поскольку их печатали летом и чиновники почтового управления США не смогли заранее предсказать, какими будут к Рождеству почтовые тарифы.
С 1978 года стала издаваться серия марок «Чёрное наследие» («Black Heritage»), посвящённая культурному наследию чернокожих жителей Америки[≡]. По состоянию на 2020 год, серия продолжает выходить и является таким образом самой длительной среди всех серий почтовых марок США, насчитывая 43 почтовые миниатюры.
Соответственно в 1980 и 1981 годах начался выпуск серий «Великие американцы» и «Транспорт». Рулонные марки серии «Транспорт» постоянно находились в обращении в течение около 20 лет. Выпуск марок серии «Великие американцы» в 1999 завершился, и ее продолжением стала с 2000 года серия «Выдающиеся американцы».
Несмотря на рост популярности электронной почты и снижение объёмов почтовых отправлений, продолжается эмиссия множества коммеморативных марок, но всё чаще и чаще они сразу поступают к коллекционерам, тогда как в повседневной почте обычного американца преобладают знаки почтовой оплаты без указания номиналов, выпускаемые специально для компаний и предприятий. При этом, к примеру, решения о выпуске коммеморативных марок продолжает принимать CSAC.
12 апреля 2007 года в продажу поступила «вечная» марка номиналом в 41 цент (Sc #4125), которая будет пригодна для отправки писем первого класса до 20 грамм в любое время в будущем — независимо от изменения цен. С 12 мая 2008 года до 22 января 2012 года тариф на пересылку таких почтовых отправлений составлял 42 цента. В настоящее время (начиная с 10 июля 2022 года) номинальная стоимость «вечной» марки составляет 60 центов США.

## Основные исторические даты
- 1847 — введены в обращение первые почтовые марки США.
- 1851 — появился первый в мире конверт первого дня.
- 1857 — выпущены почтовые марки с зубцовкой.
- 1860 — организована почтовая служба «Пони-экспресс», имевшая собственные почтовые марки.
- 1873 — выпуск девяти серий для канцелярии президента, министерства юстиции, военного и других ведомств, которые при одинаковом рисунке и номиналах отличались цветом[28].
- 1885 — впервые в мире изданы марки спешной почты (или экспресс-почты)[29].
- 1893 — первый выпуск коммеморативных марок по случаю Всемирной выставки в Чикаго.
- 1918 — выпущены первые марки авиапочты[англ.], включая знаменитую «Перевёрнутую Дженни» (Sc #C3a)[16][17][22][30].
- 1920 — изданы служебные марки для нужд почтовых служб с надписью «Officially sealed» («Вскрыто в служебном порядке»), которые наклеивали на письма, если их вскрывали, чтобы определить получателя или отправителя[28].
- 1958 — к созданию марок начали привлекаться известные художники.

## Развитие филателии

В ранний период становления и развития филателии, который приходится на вторую половину XIX столетия, коллекционирование знаков почтовой оплаты получило в Соединённых Штатах значительную популярность. К этому времени в Америке, как и во многих странах Европы, стали появляться крупные коллекционеры, собиравшие коллекции почтовых марок всего мира. Этому способствовало издание каталогов марок мира, из которых в числе наиболее заметных стал каталог Скотта, выходящий в США с 1868 года[≡].
Начиная с 1868 года американские любители начали организовываться в первые объединения или союзы собирателей почтовых марок. В дальнейшем, на рубеже XX века, количество обществ филателистов в США (вместе с Германией) составляло большинство подобных объединений в мире. Наиболее старым и известным среди них было Американское филателистическое общество, основанное в 1886 году.
Крупным филателистом прослыл президент США Франклин Рузвельт, избранный на этот пост в 1933 году. Он был известен не только как заядлый коллекционер сам по себе (в его коллекции насчитывалось около 1 миллиона марок), но и благодаря проявленному им интересу к марочной эмиссии, осуществляемой почтовым ведомством США: под его влиянием в 1930-х годах были созданы сюжеты многих американских марок.
В 1975 году компания «Скотт Паблишинг» издала по заказу Почтовой службы США книгу: «United States Stamps & Stories: The Exciting Saga of U. S. History on the Stamps» («Марки Соединённых Штатов и истории: увлекательная сага по истории США на марках»). На форзаце книги было указано: «Марки — маленькие картинки, которые рассказывают большие истории». В книге были перечислены и описаны марки США, выпущенные в честь тех или иных исторических событий и деятелей американского государства. Среди прочих в издании были собраны рассказы о марках, посвящённых Джорджу Вашингтону, Томасу Джефферсону, Уолту Уитмену, Аврааму Линкольну, Франклину Рузвельту, Альберту Эйнштейну, освоению космоса и т. д. Книга также включала несколько разделов с практическими советами, полезными для филателистов, особенно начинающих.
Среди многочисленных филателистических выставок национального и международного уровня, которые организованы в США, особо выделяется международная выставка «Интерфил-76». Она проводилась в 1976 году в Филадельфии в связи с празднованием 200-летия основания США. К этому событию американским почтовым ведомством были изданы марка и четыре блока. В Советском Союзе был подготовлен специальный почтовый штемпель, который применялся во время работы выставки для сувенирных гашений.

## Интересные факты
- В 2005 году в день поступления в обращение очередной марки из серии «Чёрное наследие» с портретом Мариан Андерсон (Sc #3896)[≡] производилось гашение первого дня. При этом в тексте специального штемпеля была сделана ошибка в имени Андерсон — «Marion» вместо «Marian»[34].
- В 2009 году, несмотря на финансовый кризис, неожиданно дорого была продана на аукционе почтовая марка США 1915 года. Таковой стала негашёная и в безупречном состоянии 10-центовая миниатюра из коммеративной серии, приуроченной к Панамо-Тихоокеанской выставке, на которой запечатлена сцена открытия залива Сан-Франциско (Sc #404). Сумма продажи этой марки составила $105 000, что более чем в 50 раз превысило по каталогу её стоимость[35].
- 11 сентября 2012 года Почтовая служба США издала марку в ознаменование 150-й годовщины со дня рождения О. Генри[36]. Однако впервые американский писатель появился на советской марке и на полвека раньше, в 1962 году (ЦФА [АО «Марка»] № 2917)[37].